# Masléon
Masléon ist eine Gemeinde in Frankreich. Sie gehört zur Region Nouvelle-Aquitaine, zum Département Haute-Vienne und zum Arrondissement Limoges. Die vormalige Route nationale 679 führt über Masléon. Der Fluss Combade bildet im Westen die Gemeindegrenze und fließt in die Vienne, die Masléon im Norden abgrenzt. In der Gemeinde befindet sich auf 290 m der tiefste Punkt des Kantons Eymoutiers. Die Nachbargemeinden sind Bujaleuf im Norden, Neuvic-Entier im Osten, Roziers-Saint-Georges im Süden und Saint-Denis-des-Murs im Westen.

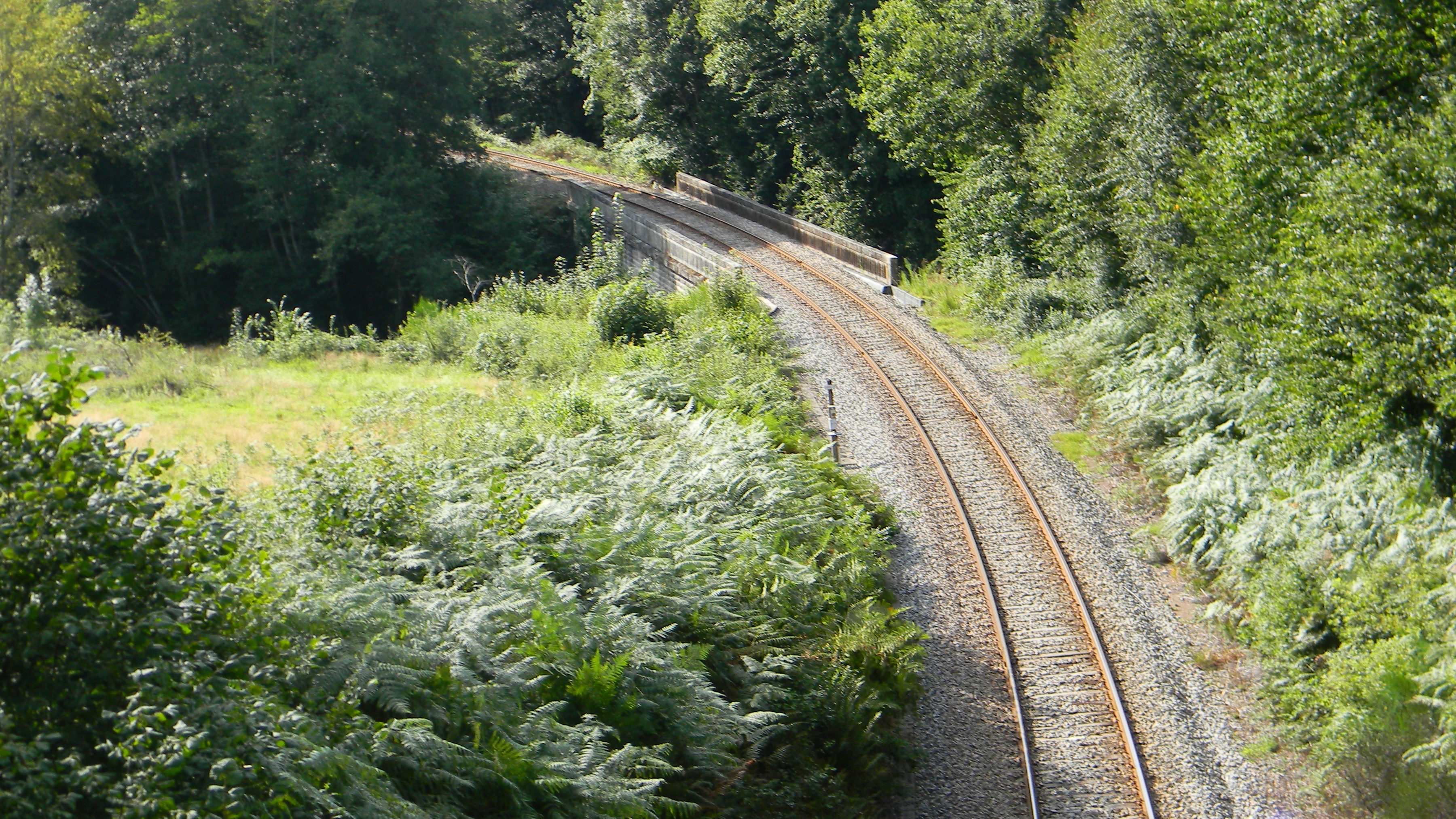
Die Eisenbahnlinie Eygurande–Merlines überquert an zwei Stellen die Vienne und tangiert daher auch Masléon.

## Bevölkerungsentwicklung
| Jahr      | 1962 | 1968 | 1975 | 1982 | 1990 | 1999 | 2008 | 2013 |
| --------- | ---- | ---- | ---- | ---- | ---- | ---- | ---- | ---- |
| Einwohner | 442  | 396  | 344  | 304  | 312  | 318  | 349  | 297  |